# Maggie Gobran
Maggie Gobran, surnommée « Mamma Maggie » (née en 1949), est une laïque consacrée égyptienne de l’Église copte orthodoxe ayant fondé, en 1985, l’œuvre humanitaire « Stephen's children » pour les enfants pauvres des bidonvilles au Moyen-Orient,. Elle est souvent comparée à Mère Teresa et elle est surnommée « la Mère Teresa du Caire », « la Mère Teresa des bidonvilles du Caire » ou « la Mère Teresa du Moyen-Orient »,. Elle recevra, le 7 mars 2019, le prix international de la femme de courage, remis par le département d'État des États-Unis.

## Biographie
Maggie Gobran a grandi dans une riche famille du Caire, où elle a obtenu un diplôme universitaire en informatique pour travailler comme gestionnaire dans une entreprise de marketing. Elle a ensuite enseigné à l’Université américaine du Caire,. Elle est mariée et mère de deux enfants.
En 1987, elle voit les gens du peuple copte Zabbalin (en) qui vivent à partir de ce qu’ils trouvent dans les décharges. Elle voit que les jeunes enfants passent leur vie sur les décharges à la recherche de nourriture ou de sources de revenus, enterrés sous les déchets. Cette expérience change sa vie et est à l’origine de sa vocation à se consacrer à l’amélioration des conditions de vie des plus démunis dans le pays,,.
En 1989, elle abandonne sa carrière universitaire et fonde avec trois collègues l’association Stephen-barna (« Stephen's children » en anglais) avec comme souhait « d'être une mère pour les plus pauvres des plus pauvres, et d’aimer les mal-aimés avec l’amour de Dieu ». 
Elle se concentre sur les plus démunis dans les bidonvilles et les décharges, quelle que soit leur religion : les enfants chrétiens coptes, qui sont une minorité opprimée et discriminée dans le pays, et aussi les enfants défavorisés musulmans.
Au début, elle visite des familles chez elles avec son équipe et leur apporte des vêtements, de la nourriture ou les aide à payer les frais de scolarité des enfants. Une mère lui dit : « Si vous voulez nous aider, alors aidez nos enfants », et Maggie Gobran décide donc de mettre en place des jardins d'enfants où les petits garçons et les petites filles reçoivent des soins médicaux et leurs premières leçons d’hygiène, ainsi que les premiers cours d’arabe et de mathématiques. L’organisation s'est rapidement développée et l’ensemble a été complété par des cours d'alphabétisation, des cours d’artisanat, centres de formation professionnelle et plus.
Début 2012, son organisation a déjà aidé plus de 14 000 enfants dans 25 000 familles à travers des dizaines de cliniques, de centres et des camps éducatifs, avec l'appui de plus de 1 500 employés, et de nombreux bénévoles,. 

## Nominations au prix Nobel de la paix depuis 2007
Elle a été nommée pour le prix Nobel de la paix, depuis 2007, pour la cinquième fois en 2012, par des membres de la Chambre des représentants des États-Unis, en 2012,, puis à nouveau en 2013 et 2014. Elle fut désignée favorite à la distinction du prix Nobel de la paix en 2012,,. Elle a fait l’objet d’un documentaire d’Anne Wenell sur la chaîne norvégienne TV 2, intitulé « Mamma Maggie - het Antwoord van het Midden-Oosten op Moeder Teresa » et portant sur son œuvre, à l’occasion de sa première nomination en 2007.